# Tarbagatay (huyện)
Tarbagatay (Тарбағатай ауданы, Тарбагатайский район) là một huyện của tỉnh Đông Kazakhstan, thuộc miền Đông Kazakhstan. Trung tâm hành chính của huyện là thị xã Aksuat.

## Khí hậu
Có khí hậu lục địa một cách rõ nét. Mùa đông lạnh (trong tháng một trung bình nhiệt độ -22 ° С, -30 ° С) và mùa hè nóng (nhiệt độ trung bình tháng bảy 25 ° С, 35 ° С). Rất ít mưa (200–300 mm / năm) chủ yếu là tập trung vào mùa đông.

## Tên gọi
Tarbagatay tên này có nguồn gốc từ Mông Cổ (Tarbagan một loại sóc) như một loại sóc núi.

## Hệ thống hành chính
Huyện Tarbagatay được chia ra thành 17 quận và 65 làng.

## Nhân khẩu
Được thống kê năm 2009:
- Người Kazakhstan 98,7%
- Người Nga 1,1%
- Người Tatar 0,1%
- Người Đức 0,1%
- Dân tộc khác: 0,1%

## Kinh tế
Nền nông nghiệp (thịt, cá, bột mì, bánh mì).
GDP 503 900 000 Tenge ~ $ 3 427 900 (2008).

## Điểm tham quan
- Borytastagan
- Syn-tas
- Atyn oba
- Alty oba

## Liên kết
- Subdivisions of Kazakhstan in local languages
- Statistic Agency of East Kazakhstan Province Lưu trữ ngày 22 tháng 7 năm 2011 tại Wayback Machine
- Virtual Aksuat Community
- Akim of Tarbagatay District Lưu trữ ngày 5 tháng 12 năm 2008 tại Wayback Machine
- HB Paksoy, "Z.V. Togan: The Origins of the Kazaks and the Ozbeks," Central Asian Survey 11 (3), 1992 Lưu trữ ngày 20 tháng 1 năm 2021 tại Wayback Machine

Read more: Culture of Uzbekistan - history, people, clothing, traditions, women, beliefs, food, customs, family http://www.everyculture.com/To-Z/Uzbekistan.html#ixzz1nh383uYB